# L'Enfant de la nuit
Pour le film sorti en 1972, voir Les Émotions d'un jeune voyeur.
L'Enfant de la nuit (In from the Night) est un film de procès américain réalisé par Peter Levin et diffusé le 23 avril 2006 sur le réseau CBS, adapté du roman écrit par Marsha Recknagle.

## Synopsis
L'écrivain Vicki Miller voit, un jour, débarquer chez elle son neveu Bobby, âgé de 16 ans. L'adolescent a fugué pour chercher refuge dans la demeure de sa tante, seul endroit où il ait vécu des moments heureux. Vicki se rend vite compte que Bobby a subi des violences. Commence alors un combat juridique pour faire émanciper le jeune homme, suivi d'un long travail pour réparer les dommages psychiques causés par une mère bipolaire.

## Fiche technique
- Titre original : In from the Night
- Réalisation : Peter Levin (en)
- Scénario : Susanna Styron et Bridget Terry, adapté du roman de Marsha Recknagle
- Société de production : McGee Street Productions, Hallmark Hall of Fame Productions
- Durée : 97 minutes
- Pays :  États-Unis

## Distribution
- Marcia Gay Harden : Vicky Miller
- Taylor Handley : Bobby
- Thomas Gibson (VF : Bruno Choël) : Aiden Byrnes
- Kate Nelligan : Vera Miller
- Regina Taylor : Dr A. Gardner
- Mackenzie Astin (en) : Rob Miller
- Roxanne Hart : Ruth Miller Hammond
- Kevin Kilner (VF : Guillaume Orsat) : Chet Hammond
- Mageina Tovah : Priscilla Miller
- Nicholas Ballas : Abe Nolan
- Cody McMains : Tristan
- Miguel Pérez (en) : Louis
- Lauren Tom : Dr Myra Chen
- Ryan Donowho : l'homme aux serpents

 Source et légende : version française (VF) sur RS Doublage